# Juan de Leví
Juan de Leví o Juan Leví (fl. XIV-XV secolo) è stato un pittore spagnolo dello stile gotico attivo a Saragozza, tra il 1388 e il 1407..

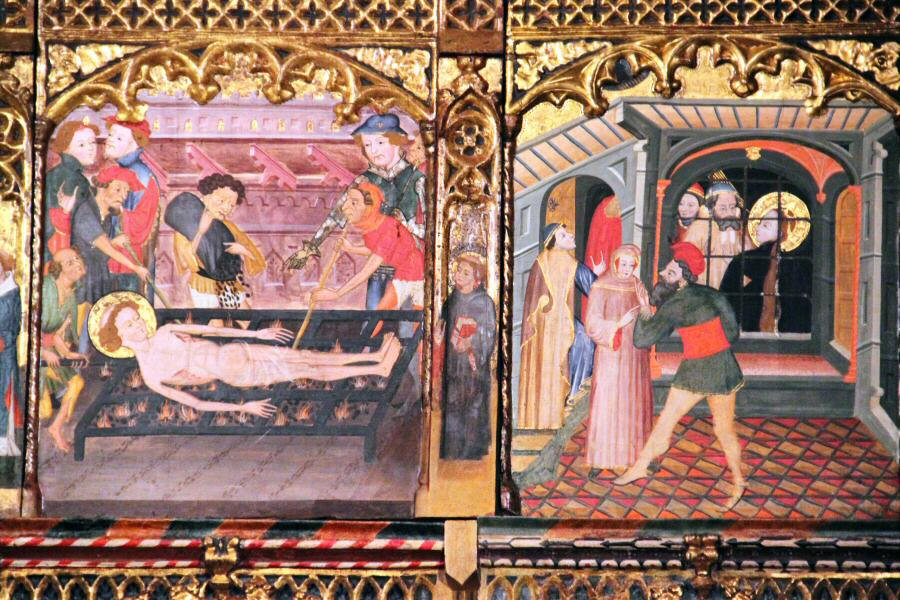
Tavole della Pala d'altare dei santi Lorenzo, Prudenzio e Caterina, Cattedrale di Tarazona.

Seguace dello stile gotico internazionale, è considerato come uno dei migliori maestri di quella scuola nel Regno di Aragona. Era nipote del pittore Guillén de Leví che, non avendo eredi, donò i suoi beni a Juan nel 1388. È probabile che entrambi fossero ebrei conversi o discendenti di Jarque (Saragozza).

## Opere e attribuzioni
La sua unica opera documentata e giunta ai nostri giorni è la pala di Santa Caterina, san Lorenzo e san Prudenzio della cattedrale di Tarazona, dipinta per la cappella funeraria dei fratelli Pérez Calvillo tra il 1392 e il 1402. Sono documentate anche altre pale non conservate (Pala di Santo Jaime, per la chiesa parrocchiale di Montalbán, Provincia di Teruel, 1403, e pala della chiesa de La Hoz de la Vieja, 1405). A partire dall'unica opera sicura gli sono state  attribuite alcune altre opere, tra cui le pale di Santa Caterina di Alessandria della cattedrale di Tudela e di Santa Elena della chiesa di San Michele Arcangelo di Estella, entrambe in Navarra, di attribuzione discussa per ragioni stilistiche e cronologiche.
Suo discepolo o seguace fu Nicolás Solana, attivo a Daroca.